# پایگاه نیروی هوایی کار نیکوبار
پایگاه نیروی هوایی کار نیکوبار (به انگلیسی: Car Nicobar Air Force Base) یک فرودگاه نظامی با کد یاتا CBD است که یک باند فرود بتن دارد و طول باند آن ۲۷۱۷ متر است. این فرودگاه در کشور هند قرار دارد و در ارتفاع ۲ متری از سطح دریا واقع شده‌است.